# 庫尤尼-馬扎魯尼區
庫尤尼-馬扎魯尼區（第七區）是圭亞那的10個行政區之一，位於該國西北部，首府設於巴蒂卡，北鄰巴里馬-瓦伊尼區、波默倫-蘇佩納姆區和埃塞奎博群島-西德梅拉拉區，東毗上德梅拉拉-伯比斯區，南臨波塔羅-錫帕魯尼區和巴西，西接委內瑞拉，面積47,213平方公里，2002年人口17,597。
6°27′34″N 60°12′40″W / 6.459522°N 60.211075°W
1. ↑  Macmillan Publishers. . . Oxford: Macmillan Caribbean. 2009: 36. ISBN 9780333934173.